# Markus Kneip

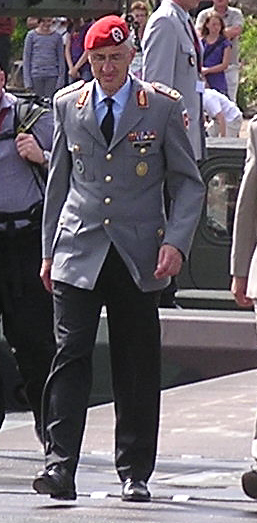
Generalmajor Markus Kneip beim Übergang über die Weser anlässlich des 250. Jubiläums der Schlacht bei Minden (2009)

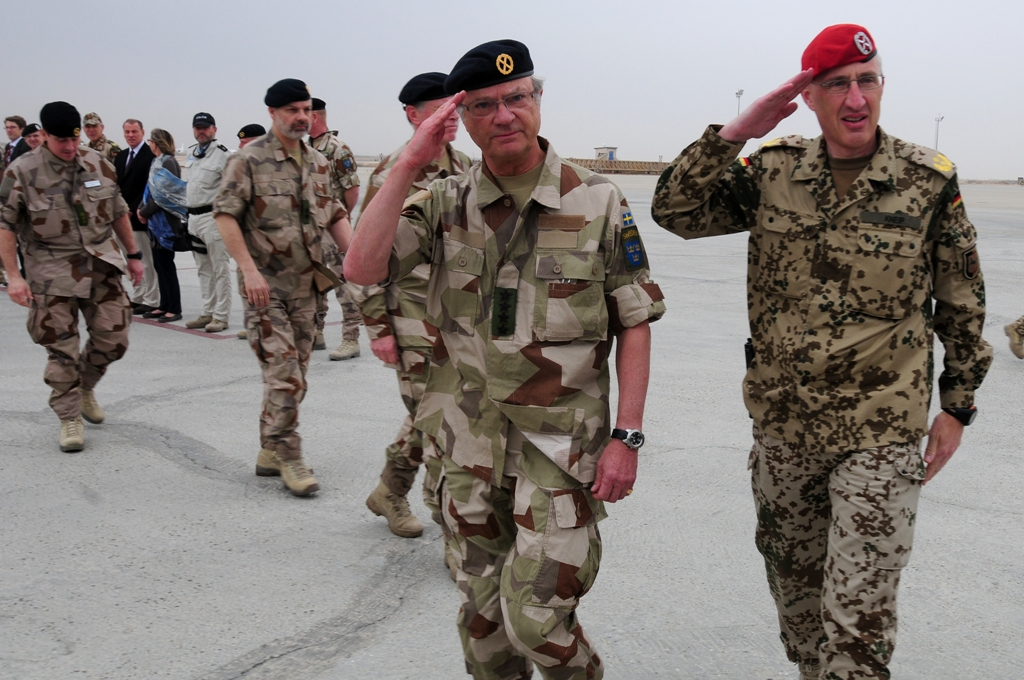
Markus Kneip mit dem schwedischen König Carl XVI. Gustaf in Afghanistan (2011)

Markus Kneip (* 23. Mai 1956 in Koblenz) ist ein General a. D. des Heeres der Bundeswehr. In seiner letzten Verwendung war er Chef des Stabes beim Supreme Headquarters Allied Powers Europe (SHAPE) in Mons, Belgien.

## Militärische Laufbahn

### Ausbildung und erste Verwendungen
Kneip trat 1975 als Offizieranwärter in den Dienst der Bundeswehr und wurde bis 1977 zum Artillerie-Offizier ausgebildet. Von 1977 bis 1979 war er als Zugführer, Feuerleitoffizier und Beobachtungsoffizier im Panzerartilleriebataillon 105 in Weiden in der Oberpfalz und im Panzerartilleriebataillon 145 in Niederlahnstein eingesetzt. Nach dieser Truppenverwendung absolvierte er an der Universität der Bundeswehr Hamburg ein Studium der Wirtschafts- und Organisationswissenschaften, das er 1983 als Diplom-Kaufmann abschloss. 1983 erfolgte die Versetzung nach Neustadt am Rübenberge, wo Kneip als Zugführer und später als Batteriechef im Panzerartilleriebataillon 35 eingesetzt war.

### Generalstabsausbildung und Dienst als Stabsoffizier
Von 1988 bis 1990 absolvierte er an der Führungsakademie der Bundeswehr in Hamburg den Generalstabslehrgang und war im Anschluss daran bis 1992 als Referent im Bundesministerium der Verteidigung in Bonn eingesetzt. Von 1992 bis 1993 absolvierte Kneip in Camberley die britische Generalstabsausbildung.
Zurück in Deutschland diente er von 1993 bis 1995 als Chef des Stabes bei der Panzerbrigade 14 in Neustadt (Hessen). Im Anschluss daran übernahm er von 1995 bis 1997 mit dem Panzerartilleriebataillon 285 in Münsingen ein Truppenkommando. 1997 erfolgte eine erneute Verwendung im Verteidigungsministerium, diesmal bis 1999 als Planungsstabsoffizier und Pressereferent beim Inspekteur des Heeres, Generalleutnant Helmut Willmann. Selbiger machte Kneip dann auch 1999 zu seinem Adjutanten bzw. Büroleiter. Diesen Posten hatte Kneip bis zu Willmanns Pensionierung 2001 inne. Oberst Kneip verblieb im Ministerium und war von 2001 bis 2004 als Referatsleiter für Grundsatzangelegenheiten Truppenführung und Übungen Heer/Multinationale Zusammenarbeit Heer im Führungsstab des Heeres (FüH III 1) unter dem Kommando des Chefs des Stabes Generalmajor Hans-Otto Budde eingesetzt.

### Generalsverwendungen

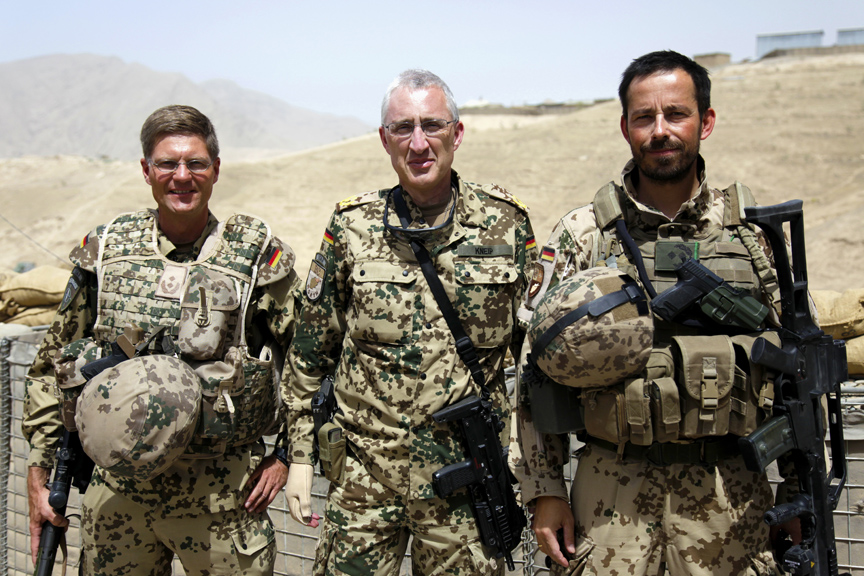
General Markus Kneip (Mitte) mit Oberstleutnant Peter Mirow (links) und Oberstleutnant Heico Hübner in Afghanistan (2011)

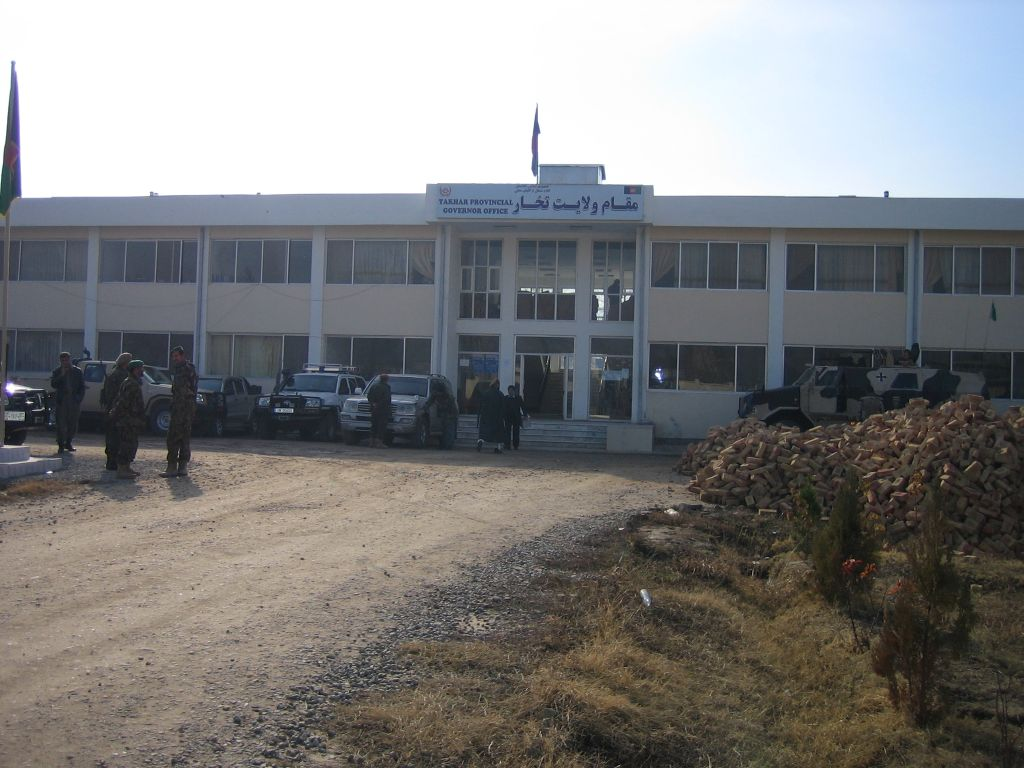
Gouverneurssitz in Taloqan (2009)

Von 2004 bis 2006 übernahm Brigadegeneral Kneip abermals ein Truppenkommando, diesmal die Jägerbrigade 37 im sächsischen Frankenberg. Während dieser Verwendung war er vom April bis zum Oktober 2006 mit Teilen der Brigade im Rahmen von ISAF im Auslandseinsatz in Afghanistan. Dort war er als Kommandeur des Regionalkommando Nord (RC N) der ISAF in Masar-e Scharif eingesetzt.
Wieder in Deutschland wurde Kneip erneut im Verteidigungsministerium eingesetzt. Hier führte er als Stabsabteilungsleiter von 2006 bis 2008 die Stabsabteilung III (Führung, Konzeption, Einsatzgrundsätze) im Führungsstab des Heeres unter den Chefs des Stabes Volker Wieker und Werner Freers. Zum 19. Dezember 2008 übernahm Kneip von Wolf-Dieter Langheld das Kommando über die 1. Panzerdivision in Hannover, womit auch die Ernennung zum Generalmajor verbunden war.
Am 24. Februar 2011 übernahm Kneip von Generalmajor Hans-Werner Fritz den Posten des Regionalkommandeurs Nord der ISAF in Afghanistan. Am 28. Mai 2011 wurde Kneip bei einem Sprengstoffanschlag im Gouverneurssitz der nordafghanischen Provinz Takhar in Taloqan verwundet. Dabei handelte es sich nach weitläufiger Meinung um einen sogenannten Innentäterzwischenfall, bei dem der Attentäter Helfer in den Reihen der afghanischen Sicherheitskräfte hatte. Bei dem Anschlag wurden Mohammed Daud Daud, zu diesem Zeitpunkt hochrangiger afghanischer Politiker und Polizeichef der nördlichen Provinzen, vier weitere Afghanen und der Hauptfeldwebel Tobias Lagenstein getötet. Generalmajor Kneip überlebte schwer verletzt. Kneips Berater Major Thomas Tholi kam ebenfalls ums Leben. Nach der Ausheilung seiner Verwundungen kehrte Kneip am 29. Juli 2011 nach Afghanistan zurück und übernahm am selben Tag seinen Dienstposten als Kommandeur des RC North in Masar-i Scharif. Sein Einsatz in Afghanistan endete am 26. Februar 2012 mit der Übergabe des Regionalkommandos Nord an Generalmajor Erich Pfeffer. Bei dieser Gelegenheit wurde Kneip von ISAF-Kommandeur General John R. Allen mit dem Legion of Merit ausgezeichnet. Kneip wechselte im Juni 2012 zum Bundesministerium der Verteidigung zurück und war seitdem stellvertretender Abteilungsleiter der Abteilung Strategie und Einsatz. Ab Mai 2013 war er der Leiter dieser Abteilung und wurde damit zum Generalleutnant befördert. Vom 1. Oktober 2015 bis Juli 2017 war er stellvertretender Generalinspekteur der Bundeswehr in der Nachfolge von Peter Schelzig. Er war auch Beauftragter für Reservistenangelegenheiten der Bundeswehr.
Am 12. Juli 2017 übernahm Kneip als Nachfolger von General Werner Freers den Posten als Chef des Stabes beim Supreme Headquarters Allied Powers Europe (SHAPE) in Casteau bei Mons, Belgien. Er übergab die Dienstgeschäfte am 30. September 2020 an seinen Nachfolger Admiral Joachim Rühle und trat in den Ruhestand.

## Privates
Kneip ist verheiratet und hat zwei Kinder.